# (3366) Gödel
(3366) Gödel – planetoida z pasa głównego asteroid okrążająca Słońce w ciągu 5 lat i 79 dni w średniej odległości 3,01 j.a. Została odkryta 22 września 1985 roku w Observatorium Zimmerwald w Szwajcarii przez Thomasa Schildknechta. Nazwa planetoidy pochodzi od Kurta Gödela (1906-1978), austriackiego logika. Przed nadaniem nazwy planetoida nosiła oznaczenie tymczasowe (3366) 1985 SD1.